# Markleeville
La census-designated place de Markleeville est le siège du comté d'Alpine, dans l'État de Californie, aux États-Unis. Sa population s’élevait à 210 habitants lors du recensement de 2010.

## Démographie
| Groupe            | Markleeville | Californie | États-Unis |
| ----------------- | ------------ | ---------- | ---------- |
| Blancs            | 91,4         | 57,6       | 72,4       |
| Autres            | 2,9          | 23,4       | 19,0       |
| Métis             | 2,9          | 4,9        | 2,9        |
| Amérindiens       | 1,9          | 1,0        | 0,9        |
| Asiatiques        | 1,0          | 13,1       | 4,8        |
| Total             | 100          | 100        | 100        |
|                   |              |            |            |
| Latino-Américains | 5,2          | 37,6       | 16,7       |

Selon l'American Community Survey, pour la période 2011-2015, 98,54 % de la population âgée de plus de 5 ans déclare parler l'anglais à la maison et 1,46 % déclare parler l’espagnol.
| 2000 | 2010 | - | - | - | - |
| ---- | ---- | - | - | - | - |
| 197  | 210  | - | - | - | - |

## Galerie photographique

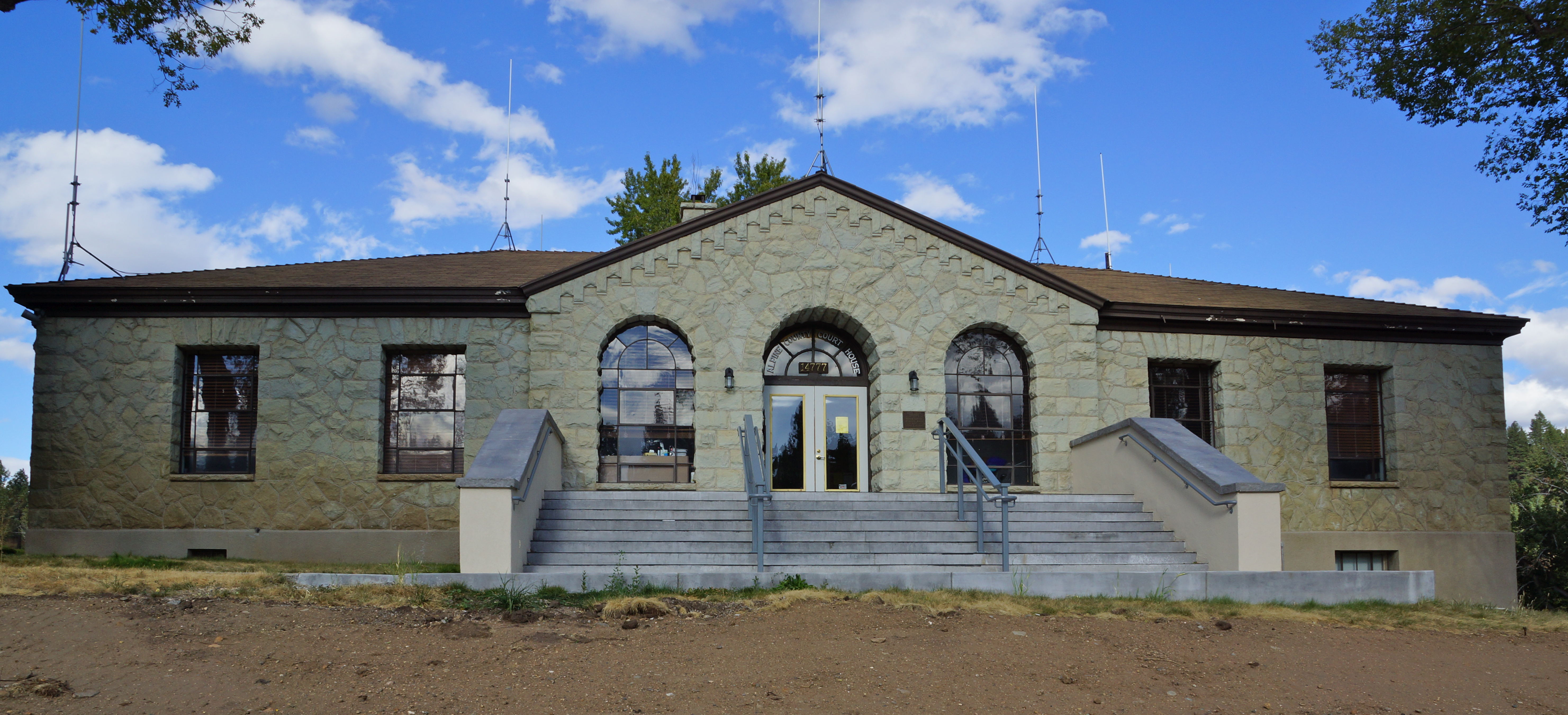
La cour de justice du comté.
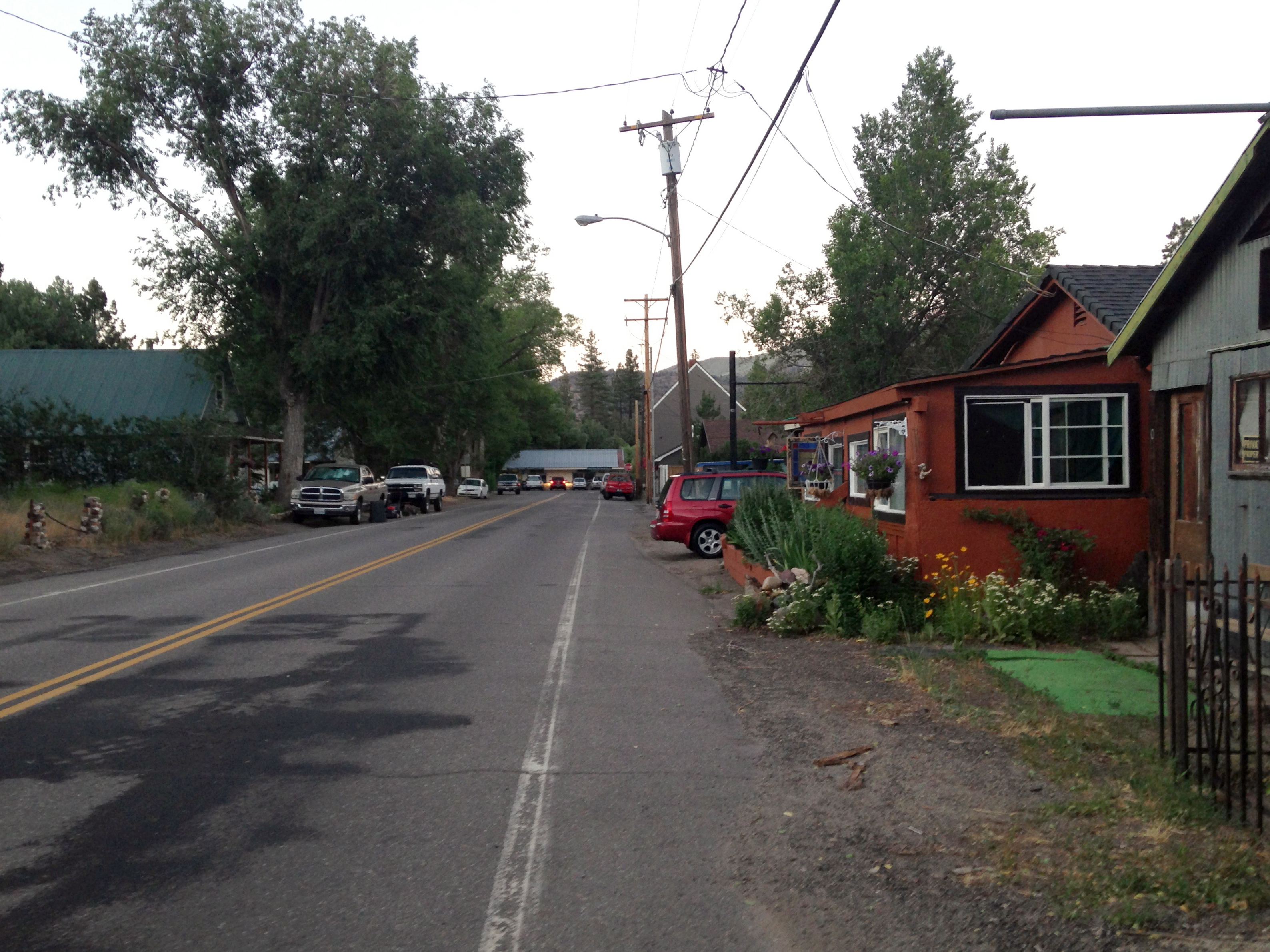
Le centre-ville de Markleeville.

## Source
- (en) Cet article est partiellement ou en totalité issu de l’article de Wikipédia en anglais intitulé « Markleeville, California » (voir la liste des auteurs).

1. ↑  (en) « Markleeville, CA Population - Census 2010 and 2000 », sur censusviewer.com.
2. ↑  (en) « Population of California - Census 2010 and 2000 », sur censusviewer.com.
3. ↑  (en) « Language spoken at home by ability to speak English for the population 5 years and over », sur factfinder.census.gov.
4. ↑  « Statistiques des États-Unis (Californie) - Profils des communautés de 2010 » (consulté en novembre 2020)